# Mimi Urbanc
Mimi Urbanc, née le 11 septembre 1969 à Kranj, est une géographe slovène. Ses travaux portent sur le paysage et ses changements dans les anciens pays du bloc soviétique. Elle s'est intéressée à l'évolution des toponymes en Slovénie, notamment aux frontières avec les pays limitrophes et fait partie du Groupe d'experts des Nations unies pour les noms géographiques.

## Biographie

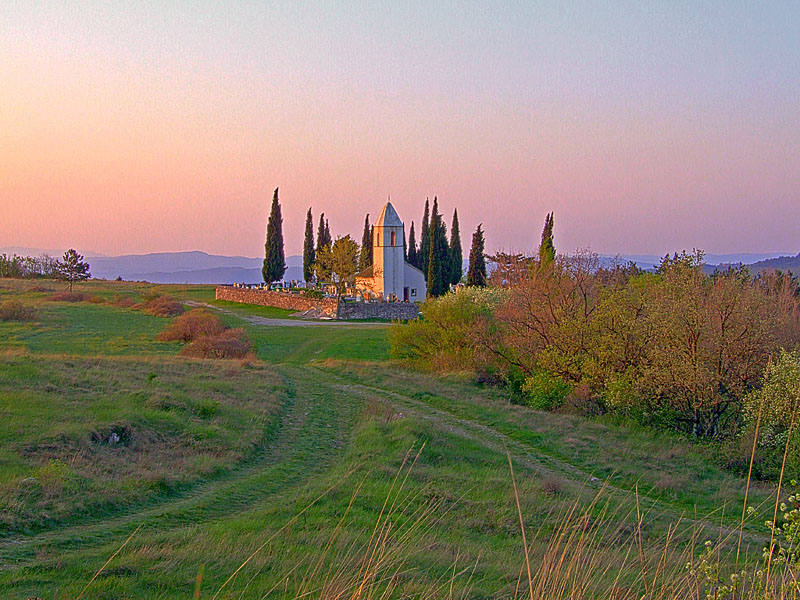
Paysage d'Istrie slovène.

Mimi Urbanc naît le 11 septembre 1969 à Kranj, alors en Yougoslavie. Elle y fait ses études, avant d'aller au lycée à Škofja Loka. Elle étudie la géographie et l'histoire à la faculté des lettres de l'université de Ljubljana : son mémoire de bachelor of science est récompensé en 1996 par le prix Student Prešeren. Elle termine sa maîtrise en 2002. En 2007, elle soutient sa thèse à l'université du Littoral de Slovénie, avec comme sujet L'impact du changement des frontières nationales sur le paysage culturel en Istrie slovène.

### Carrière
Mimi Urbanc travaille à l'Institut de géographie Anton Melik (sl) depuis 1996 ; depuis 2007, elle est également adjointe du prévôt,. A ce titre, elle participe au projet de satellite artistique slovéno-russe en 2018. Elle prend aussi position sur le manque de financement de la science en Slovénie.
Elle est membre de la Commission de normalisation des noms géographiques du gouvernement de la République de Slovénie, membre du groupe de travail sur les exonymes et du groupe de travail sur les données toponymiques et toponymes, qui opère dans le cadre du Groupe d'experts des Nations unies pour les noms géographiques.
Elle est membre du comité de rédaction du magazine Horizon géographique (sl) et de la revue Acta Geographica Slovenica.
Elle fait partie de la présidence de l'Association des géographes de Slovénie (sl).

## Travaux
Les recherches de Mimi Urbanc traitent de géographie sociale : géographie régionale et géographie culturelle.
Durant sa thèse, elle étudie le processus de régionalisation de l'Istie, la mise en place de la frontière avec la Croatie et la construction de son identité.

### Étude des paysages culturels
Mimi Urbanc étudie les paysages slovènes qui ont eu une influence germanique, romane, hongroise et slave. Elle s'intéresse plus particulièrement les transformations depuis les années 70, plus rapides avec le développement économique et social.
Avec son équipe, elle étudie les particularités des paysages post-soviétiques,. Ses études rapprochent le phénomène d'un palimpseste : certains paysages restent les mêmes alors que le paysage socio-économique change, d'autres sont oubliés, la signification change ou ils sont détruits, quand ce n'est pas remplacé. Les villes sont construites et reconstruites à travers des imageries opposées, exagérées, dépassées ou imposées. Elle montre aussi des aller-retour dans les valeurs entre ce qui est précieux et doit être conservé : « Certains éléments ont été considérés comme précieux pendant la période des États nationaux, puis ignorés pendant l'ère soviétique et sont redevenus précieux après l'indépendance. »

### Noms géographiques en Slovénie

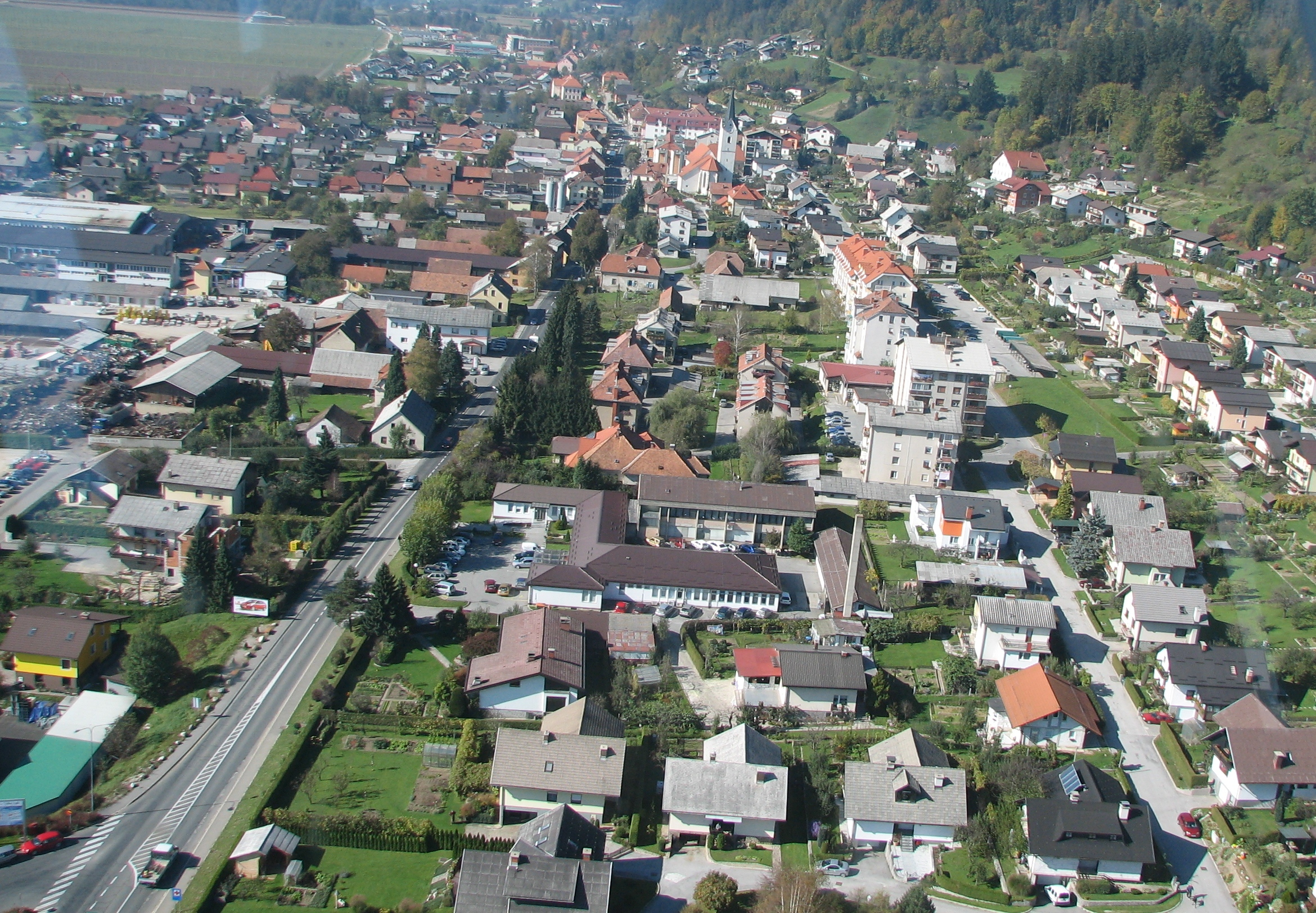
Ville de Radlje ob Dravi

Ses recherches montrent qu'au sortir de la seconde guerre mondiale, à la frontière avec l'Autriche, de nombreux noms de lieux slovènes avec une possible origine allemande sont renommés. C'est par exemple le cas de Marenberg, rebaptisé Radlje ob Dravi en 1952, ce qui entraîne une perte de la mémoire d'un lieu auparavant majoritairement allemande et bilingue. La région, auparavant plurinationale et ayant des liens avec l'Autriche-Hongrie, apparaît aujourd'hui comme ayant toujours été slovène, ce qui n'a historiquement pas été le cas.

## Récompenses
Distinction de l'Association des sociétés géographiques de Slovénie en 2001.
Prix de la communauté de Goriče en 1999.

## Publications
- (en) Mimi Urbanc, « Stories about real and imagined landscapes: the case of Slovenian Istria » [« Histoires de paysages réels et imaginaires : le cas de l'Istrie slovène »], Acta geographica Slovenica, vol. 48, no 2,‎ 15 décembre 2008, p. 305–330–305–330 (ISSN 1581-8314, DOI 10.3986/AGS48204, lire en ligne, consulté le 11 septembre 2022)
- (en) Mimi Urbanc, Anu Printsmann, Hannes Palang et Ewa Skowronek, « Comprehension of rapidly transforming landscapes of Central and Eastern Europe in the 20th century », Acta geographica Slovenica, vol. 44, no 2,‎ 15 décembre 2004, p. 101–131 (ISSN 1581-8314, DOI 10.3986/AGS44204, lire en ligne, consulté le 11 septembre 2022)
- (en) Matej Gabrovec, Blaž Komac, Jani Kozina, Katarina Polajnar Horvat, Janez Nared, Aleš Smrekar, Maja Topole et Mimi Urbanc, « Triglav National Park, Slovenia, and its contribution to regional development », eco.mont (Journal on Protected Mountain Areas Research), vol. 9, no special issue,‎ 2017, p. 57–65 (ISSN 2073-106X et 2073-1558, DOI 10.1553/eco.mont-9-sis57, lire en ligne, consulté le 11 septembre 2022)
- (sl) Mimi Urbanc, « Večdimenzionalnost pokrajine: primer slovenske Istre » [« La multidimensionnalité du paysage : le cas de l'Istrie slovène »], Geografski vestnik,‎ 2008 (lire en ligne  [PDF])
- (en) Mimi Urbanc, « Contested Slovene Istria: a socially constructed region struggling for its own regional identity » [« L'Istrie slovène contestée : une région socialement construite qui lutte pour sa propre identité régionale »], European landscapes and lifestyles: the Mediterranean and beyond,‎ 2007, p. 1-15
- (sl) Franci Petek et Mimi Urbanc, « Skupna zemljišča v Sloveniji » [« Terres communes en Slovénie »], Geografski vestnik,‎ 2007, p. 41-62
- (sl) Jerneja Fridl et Mimi Urbanc, « Sporočilnost zemljevidov v luči prvega svetovnega atlasa v slovenskem jeziku » [« Le message des cartes à la lumière du premier atlas mondial en langue slovène »], Geografski vestnik, no 2,‎ 2006, p. 53-64
- (en) Hannes Palang, Anu Printsmann, Éva Konkoly Gyuró et Mimi Urbanc, « The Forgotten Rural Landscapes of Central and Eastern Europe » [« Les paysages ruraux oubliés d'Europe centrale et orientale »], Landscape Ecology, vol. 21, no 3,‎ 1er avril 2006, p. 347–357 (ISSN 1572-9761, DOI 10.1007/s10980-004-4313-x, lire en ligne, consulté le 11 septembre 2022)
- (sl) Mimi Urbanc et Matej Gabrovec, « Krajevna imena: poligon za dokazovanje moči in odraz lokalne identitete » [« Les noms de lieux : un terrain d'essai pour démontrer le pouvoir et refléter l'identité locale »], Geografski vestnik,‎ 2005
- (sl) Franci Petek, « Franciscejski kataster kot ključ za razumevanje kulturne pokrajine v Sloveniji » [« Le cadastre franciscain comme clé pour comprendre le paysage culturel en Slovénie »], Acta geographica Slovenica,‎ 2004, p. 89-113